# Isaac Thomas Hecker
Isaac Thomas Hecker (New York, 18 dicembre 1819 – New York, 22 dicembre 1888) è stato un presbitero statunitense, fondatore della Società dei sacerdoti missionari di San Paolo apostolo (Paolisti).

## Biografia
Nato da una famiglia luterana di origini tedesche, si convertì alla confessione metodista e quindi al cattolicesimo: nel 1845, in Belgio, iniziò il noviziato per diventare redentorista e nel 1849, a Londra, venne ordinato presbitero dal cardinale Wiseman.
Tornato in patria, iniziò a dedicarsi all'attività missionaria e divenne rettore del seminario maggiore dei Redentoristi degli Stati Uniti: nel 1858, sostenuto da Pio IX, uscì dalla congregazione e diede vita alla società dei paolisti, dediti al ministero parrocchiale ed alla predicazione missionaria.
Nel 1865 fondò la prima rivista cattolica d'America, The Catholic World.